# أكيهيكو كاميكاوا
أكيهيكو كاميكاوا (باليابانية: 神川 明彦) (9 يوليو 1966 في كاناغاوا في اليابان – )؛ هو لاعب كرة قدم ياباني متقاعد.

## وصلات خارجية
- J.League Data Site (باليابانية)